# Royal Olympic Club Flémalle
Ne pas confondre avec le Racing Olympic Club Flémalle, un autre club flémallois de handball créé en 2010.
Maillots
Le Royal Olympic Club Flémalle ou plus communément le ROC Flémalle, anciennement OC Flémallois et ROC Flémallois, était un club de handball situé à Flémalle près de Liège en Belgique.
Premier Champion de Belgique, premier vainqueur de la Coupe de Belgique ainsi que premier représentant belge en Coupe d'Europe, le ROC Flémalle est le pionnier dans le monde du handball belge, remportant entre 1957 et 1976 seize titres, dix Championnats de Belgique, 2 championnats provinciaux, 1 championnats de Belgiqu à onze et trois Coupes de Belgique.

## Histoire

### 1924-1956: La création du matricule 006
Au début des années 1920, le liégeois Jules Devlieger, professeur d'éducation physique, accompagne le club de gymnastique de l'Union beynoise aux Olympiades ouvrières de 1921 (en) à Prague,. Jules et ses camarades, le flémallois Joseph Demaret et du sérésien Clément Lambinon, découvrirent un sport encore inexistant en Belgique, le handball qui était alors joué dehors, sur un terrain de football et à onze. Tous trois se donnent alors la tâche d'importer ce sport en Belgique.
Les premiers clubs du pays voient alors le jour en Province de Liège : Devlieger crée une section dans le club de l'Union beynoise qui devient le deuxième sport du club, Demaret fonde l'Unif de Liège, le Handball Villers 59 et l'Olympic Club Flémallois en 1924 avec le numéro de matricule 006.
Peu à peu, de jeunes joueurs de la région commencent à pratiquer ce sport tels que Jean Mossoux et Lido Agnelli qui s'affilient tous deux en 1949, ou encore Richard Lespagnard en 1950.
Le club évolue alors sur le terrain de football situé derrière la Maison du peuple de Flémalle où l'on trouve aujourd'hui un parking.

### De 1957 à 1966: Flémalle au sommet du handball belge
À la fin des années 1950, les compétitions officielles voient le jour en Belgique et l'Olympic Club Flémallois s'impose comme le meilleur club du pays grâce notamment à des joueurs comme Richard Lespagnard, Lido Agnelli, Marcel Dewar ou encore le capitaine Jean Mossoux. Le club évolue alors dans le parc communal, derrière le château de la Petite Flémal' dans la commune de Flémalle-Haute où se trouve actuellement l'école communale du Parc. Le terrain se situait donc à quelques mètres de la caserne de pompiers et de nombreux joueurs tels que le capitaine l'époque, Jean Mossoux, furent donc pompiers et pratiquaient le handball pour garder une condition physique acceptable.
Après une première édition qui se serait jouée dans son format à onze et aurait été remportée par le club[source insuffisante], le championnat de Belgique est officiellement créé en 1958 dans son format à 7 joueurs et est remporté par l'OC Flémallois.
Lors de cette même saison 1958/1959, l'OCF participe à la Coupe des clubs champions mais Flémalle est éliminé au premier tour par les Français du ASPOM Bordeaux, 11 à 10 après 20 minutes de prolongation. La saison suivante, l'OCF réalisa le doublé puisqu'en plus de remporter pour la troisième fois le championnat, il décroche la première édition de la Coupe de Belgique. En revanche, en Coupe des clubs champions, le club est éliminé dès le premier tour par les Portugais du FC Porto 11 à 21.
En 1961, l'OCF réalise une nouvelle fois le doublé, mais ne participe pas à la Coupe d'Europe puisqu'elle n'eut pas lieu à cause du Championnat du monde 1961.
Lors de la saison 1961/1962, les mauves et blanc réalisent pour la troisième fois consécutive le doublé. En Coupe des clubs champions, l'OC Flémallois rencontre le futur champion d'Europe, le Frisch Auf Göppingen, et concède une lourde défaite de 34 à 7.
À l'issue de la saison 1962/1963, l'OC Flémallois remporte de nouveau le championnat, mais pas la Coupe de Belgique puisque celle-ci ne fut pas organisée, ne suscitant pas un grand intérêt au sein des clubs malgré les efforts du Journal "Les Sports", l'organisateur des trois premières éditions, pour la rendre plus attrayante. En Coupe des clubs champions, Flémalle connait sa première victoire, face aux luxembourgeois du HB Dudelange, battu 17 à 11 lors du premier tour. Mais, au deuxième tour l'OC Flémallois affronte à nouveau le Frisch Auf Göppingen et subit une seconde  lourde défaite de 14 à 40.
Si le club remporte de nouveau le championnat lors de cette saison 1963/1964,, il a dû dire adieu à son statut d'invincibilité en championnat puisqu'après 115 matchs victorieux, l'OCF a concédé à un match nul face à l'Unif, 13 à 13. Cette même saison, la Coupe d'Europe n'est pas organisée à cause du mondiale de 1964.
En 1964, le club acquiert le statut honorifique de société royale du fait de ses quarante ans d'existance et prend alors le nom de Royal Olympic Club Flémalle.
Lors de la saison 1964/1965, Flémalle est pour la huitième fois champion de Belgique, mais lors de cette saison, l'OCF concéda à sa première défaite, face au CH Schaerbeek Brussels 12 à 9 ce qui prouva que le championnat devenait de plus en plus compétitif. Sur le plan international, nouvelle participation et nouvelle élimination prématurée en Coupe des clubs champions après une défaite face aux Suisses du Grasshopper Club Zurich, 9 à 27.
La saison suivante, 1965/1966, le club participe à nouveau à la Coupe des clubs champions où il obtient un beau match nul en Autriche face au SK Rapid Vienne avant d'être battu 16 à 20 lors du match retour à domicile, disputé sur un terrain de plein air au grand dam des Autrichiens. Néanmoins, les presses belge et autrichienne ont été impressionnées par le gardien du ROC, le Belgo-italien, Lido Agnelli et son « saut de la panthère blanche »[réf. nécessaire]. En championnat, la conservation de son titre passe par match décisif face au CH Schaerbeek Brussels, le vainqueur du match devant champion. Pourtant, à une semaine du match, le club décide de participer au tournoi international du TSV Eupen 1889 et lors du match face HB Eschois Fola, l'international belge de Flémalle, Richard Lespagnard, s'écroule et décède sur le terrain, à l'âge de 34 ans. Le club demande à l'Union belge de handball (UBH) de décaler d'une semaine le match en mémoire de l'une des stars du club et du handball belge, Lespagnard ayant été deux fois élus par un jury sportif meilleur handballeur de Belgique en 1959 et en 1961,. Mais l'UBH refuse : alors que les membres du ROC Flémalle enterrent Richard Lespagnard, le club ne se présente pas face au CH Schaerbeek Brussels qui est déclaré champion de Belgique par forfait par l'UBH.

### De 1967 à 1977: une seconde génération dorée
Après cet épisode plus que choquant pour le club de la banlieue liégeoise, la saison 1966/1967 s’avère des plus difficile puisqu'en plus de Lespagnard, le club a perdu le meilleur handballeur de l'année en 1960, Marcel Dewar, qui a rejoint le Progrès HC Seraing à l'intersaison. Et c'est justement Seraing qui remporte le Championnat devant le KV Sasja HC Hoboken et le ROC Flémalle, seulement troisième,.
La saison 1967-1968 est de meilleure facture puisque le club joue un match décisif face au KV Sasja HC Hoboken la dernière journée du Championnat, le vainqueur du match devenant champion. Mais sur le terrain du Sasja, le ROC ne fait pas le poids devant un public d'anversois déchaînés et s'incline lourdement 20 à 7.
Lors de la saison suivante, le ROC Flémalle réussit à remporter pour la neuvième fois le championnat de Belgique,. C'est également en cette année 1969 qu'a eu lieu le jubilé de Lido Agnelli. Considéré comme le gardien historique du ROC Flémalle, il a joué 500 matchs, dont 141 matchs consécutifs sans défaite, et durant ses 15 années, il a été unanimement reconnu comme le meilleur gardien en Belgique.
Avec ce nouveau titre, le club est ainsi parvenu à surmonter la mort de Richard Lespagnard et peut-être aussi le fait que l'équipe est devenue trop âgée. C'est ainsi que de nouveau joueurs font peu à peu leur apparition tels que Franco Girotto, Bertino Dececco, André Maes, Marcel Agnarelli, Angelo Bettoli ou encore Sesto Vandelli. C'est alors que la nouvelle génération remporte le dixième titre du ROC lors de cette saison 1969/1970. Par contre, l'Union belge de handball ayant oublié d'inscrire son champion national en Coupe des clubs champions, il n'y a ainsi pas eu de campagne européenne pour le club.
La saison suivante, l'Union belge de handball n'ayant pas commis la même erreur, le ROC participe bien à la Coupe des clubs champions. Opposé aux catalans du BM Granollers, le ROC perd ses deux matchs (28 à 11 à Granollers et 11 à 23 à Flémalle) et est une nouvelle fois prématurement éliminé. Quant au Championnat, il n'est conclu qu'à la troisième place derrière l'HC Inter Herstal et le KV Sasja HC.
Lors des saisons suivantes, le ROC Flémalle ne brille pas à l'instar de plusieurs clubs liégeois qui ne s'adaptent pas à un handball plus moderne puisqu'il se joue de plus en plus en salle plutôt qu'en extérieur. C'est ainsi que le ROCF inaugure sa nouvelle salle en 1973, le Hall omnisports André Cools en l'honneur d'André Cools, bourgmestre de Flémalle depuis 1965 et ancien handballeur au ROC Flémalle.
Lors de la saison 1975/1976, le ROC remporte pour la onzième et dernière fois le championnat de Belgique,, synonyme d'une huitième campagne européenne. En Coupe des clubs champions, les joueurs du ROC Flémalle rencontrent le club luxembourgeois du HB Dudelange. Face à cette équipe que Flémalle avait battu 14 ans plus tôt, le ROC concède un 18 à 18 à Flémalle puis est défait 16 à19 à Dudelange, synonyme d'élimination.

### De 1978 à 1999: une lente descente aux enfers
Par la suite, le ROC Flémalle ne remporta plus rien lors des saisons qui suivirent et se voit même descendre dans le classement au point de se faire reléguer lors de la saison 1979-1980 en division 2 alors qu'à l'issue de la saison 1981/1982, le club réussit à rejoindre l'élite du handball belge
Mais quand le club retrouva cette élite lors de la saison 1982/1983, le ROC doit dire adieu à une autre de ses stars, Jean Mossoux qui décéda tragiquement le 20 octobre 1982 à l'âge de 54 ans, lors d'une chute mortelle dans une carrière de Flémalle, alors qu'il effectuait son travail de pompier en tentant de secourir des imprudents .
C'est la deuxième personnalité du ROC Flémalle qui décéda tragiquement, Jean Mossoux fut l'un des hommes forts du club, dont il était le fier capitaine, ainsi que du handball belge puisqu'il fut élu six fois meilleur handballeur de Belgique par un jury sportif en 1962, 1963, 1964, 1965, 1967 et est encore aujourd'hui le handballeur le plus récompensé de cette distinction.
Perdre une autre personnalité flémalloise du jeux à sept, n'aida surement pas le ROC Flémalle qui se vit à nouveau relégué lors de la saison 1982/1983 mais réussit une nouvelle fois à refaire l'aller retour et resta en division 1 pendant deux saisons avant de se refaire reléguer .
Alors entraîné par Franco Girotto, le ROC termina troisième de la division 2 lors de la saison 1986/1987 et donc ne retrouva pas l'élite.
Franco partant à la rescousse du KTSV Eupen 1889, le ROC change dès lors d’entraîneur et opte pour Thierry Herbillon mais le club n'arriva toujours pas à accéder à l'élite ce qui ne fut pas le cas de Thierry Herbillon qui partit entraîner le HC Herstal, formation de division 1.
C'est alors que Jean-Luc Dessart devient entraîneur du ROC mais sous sa houlette, les mauves et blancs se retrouvèrent même à la dernière place qu'ils partageaient avec Charleroi, finalement Franco Girotto revient en tant qu’entraîneur et les résultats modifièrent très clairement au point que le club réussit à résorber son retard en remportant huit matchs, soit 16 points et ainsi accéda à des Play-offs où le ROC Flémalle remporta tous ses matchs, mis à part deux partages contre Eynatten et Montegnée, et ainsi remporta son premier titre de Champion de Belgique de division 2 avec une génération composée entre autres de Patrick Potschalkine, Wildriane ou encore Vergnagnini.

#### Les années 1990
Mais dorénavant, cette époque où le ROC Flémalle avait le statut de favori en division 2 et d'outsiders en division 1 est révolue.
Et ce fut la descente aux enfers durant les années 1990 qui fut donc la période la plus noire du matricule 006 puisqu'il se retrouva même en D1 LFH, soit la division 3.
Cependant, on peut mentionner qu'au début des années 1990, le Fémina Liège, soit le club de handball féminin de Flémalle est absorbé par le Royal Olympic Club Flémalle, le matricule 006.
Ainsi, le ROC Flémalle possédait dorénavant une section féminine qui évoluait en division 1 lors des saisons 1991/1992 et 1992/1993 mais fut relégué depuis jusqu'à se retrouver en D1 LFH (division 3).

### 2000-2009: Retrouvailles avec la D1 et déménagement
C'est alors que le ROC fit appel au service de Thierry Herbillon, ancien joueur du club, il réussit à faire monter le ROC Flémalle en division 2 puis en division 1 en 2005 grâce à un refus de montée du HC Maasmechelen 65, le club mosan retrouva enfin l'élite du handball belge après quinze ans d’absence.
Le ROC monta ainsi avec la génération du moment avec des Thomas Cauwenberghs, Loic Cauwenberghs, Davor Peric ou encore Dino Thiam mais est loin d'être le favori comme lors des années 1960 dans un championnat dominé par l'Initia HC Hasselt, le KV Sasja HC Hoboken ou encore le United HC Tongeren, le but du club fut tout d'abord de rester dans cette élite puis de se qualifier pour les Play-offs.
Lors de la saison 2005/2006, Flémalle arriva à ne pas se faire reléguer tout comme lors de la saison 2006/2007 où le club termine sixième, ne se qualifiant pas pour les Play-offs.
À l'issue de la saison 2007/2008, le club était à deux doigts de se qualifier pour les Play-offs mais termina septième, à deux points du HC Atomix et si le Flémalle n'arriva pas à concrétiser ses objectifs, il put se consoler grâce à une qualification en finale de la Coupe de Belgique, une finale qui bien qu'elle fût en quelque sorte à domicile pour le ROC Flémalle puisqu'elle se déroulait au Country Hall Ethias Liège, ne vit pas les mosans remporter le match face au anversois du KV Sasja HC Hoboken, défait 32 à 22.
À trois point du HCA Lommel, lors de la saison 2008/2009, le ROC réédita sa place de septième, soit encore une fois aux portes des play-offs.
Alors qu'en mai 2009, le président du ROC, Gilbert Van Bouchaute décida avec le reste de la direction du club de fusionner avec le VOO HC Herstal, club situé dans la ville de Herstal, de l'autre côté de l’agglomération liégeoise, ce club évoluait alors en division 2, cette fusion eut lieu car le ROC Flémalle était confronté à de graves problèmes économiques mais avait des joueurs d'expérience pour évoluer en division 1 alors lors que le VOO HC Herstal avait l'argent et pouvait ainsi accueillir un club de division 1 dans sa ville.
Cette nouvelle arriva comme une bombe, au sein des supporteurs, des jeunes, des dames et des anciens joueurs du matricule 006 puisque le club ainsi fusionné fut renommé VOO HC Herstal-Flémalle ROC, il prit les titres du ROC Flémalle ainsi que son matricule, le 006 et évolua alors au Hall Omnisports "La Préalle" à Herstal, les hommes tout comme les dames mais le club du VOO HC Herstal n'ayant pas d'équipe féminine, les dames du défunt ROC Flémalle auraient dû se déplacer jusqu'à Herstal pour y évoluer mais avec des joueuses amateurs, il n'y eut pas beaucoup de personnes aux entraînement, à cause du trajet alors la section féminine fut tout simplement supprimée.
Tandis que les sections de jeunes de l'ex ROC Flémalle auraient dû continuer à évoluer au Hall omnisports André Cools et les sections de jeunes du VOO HC Herstal auraient dû faire de même mais au Hall Omnisports "La Préalle", finalement ces sections ont trouvé le même chemin que la section féminine, la direction n'ayant pas respecté ses promesses.

### Postérité
Les conséquences de cette fusion furent le départ de nombreux jeunes et dames dans des clubs de la région, tels qu'au Jeunesse Jemeppe, au HC Renaissance Montegnée ou encore au HC Grâce-Hollogne.
Mais Flémalle, cette commune qui avait porté l'un des meilleurs clubs du pays, dans les années 1960, se retrouvait toujours sans club de handball jusqu'en 2010 où les anciens du ROC, qui avaient autrefois portés haut les couleurs du club, décidèrent de ramener le handball à Flémalle.
Ainsi, Franco Girotto crée le Handball Club Flémalle, soit le matricule 599 avec pour but de recréer dans l'identité et sur les cendres, l'ancien ROC Flémalle .
Le club fut rebaptisé en 2012, ROC Flémalle mais sous certaines conditions imposées par la LFH, l'une étant que le R dans l'acronyme ROC ne signifia pas Royal car en Belgique, il faut attendre 50 ans pour que le club soit dénommé Royal la deuxième étant que le nom fait trop référence au VOO HC Herstal-Flémalle ROC (soit le matricule 006), ainsi le club doit afficher son numéro de matricule dans son nouveau nom, le club est alors nommé Racing Olympic Club Flémalle Matricule 599 ou ROC Flémalle Mat.599.
En 2013, le VOO HC Herstal-Flémalle ROC est relégué en Division 2, au bord de la faillite, absorbe les équipes de jeunes du HC Grâce-Hollogne, et ce, afin d'espérer avoir un avenir dans le handball belge, le club change alors de nom VOO RHC Grâce-Hollogne/Ans.
Mais, le HC Grâce-Hollogne, le matricule 585 ne disparut pas puisque la direction du club décida de vendre son matricule au HC Trooz, le matricule 603, fondé en 2012.
La nouvelle direction du matricule 585, décida de rester à Trooz mais aussi à Herstal où comme à Flémalle trois ans plus tôt, le passage du matricule 006 a laissé un très grand vide, c'est pour cela que le club se nomma HC Herstal/Trooz et peut compter sur d'anciennes gloires telles que l'ancien joueur du ROC, Jean-Marc Casini.

### Les dames
Le handball féminin était déjà présent dans les années 1950 à Flémalle mais la première équipe féminine jouant dans une compétition officielle apparut en 1980, les dames jouant à Flémalle décidèrent de fonder leur première équipe, le ROC Flémalle, soit la même nom que l'équipe masculine mise à part que le "R" de ROC est Racing et non pas Royal car le club féminin à moins de 50 ans.
En division 1, Flémalle est considéré comme étant un outsider et se fait plusieurs fois reléguer en division 2, en 1981, en 1984 et en 1990, le club se renomma Fémina Liège puis en 1991, le club décida de disparaître pour se faire absorber par le Royal Olympic Club Flémalle et devenir la section féminine du prestigieux matricule 006.

## Historique
- 1924:
  - Fondation de l'Olympic Club Flémallois par Joseph Demaret, le club obtient alors le matricule 006.
- 1957/1958
  - l'OC Flémallois est champion de Belgique, pour la première fois.
  - l'OC Flémallois remporte la Coupe de Belgique, pour la première fois.
- 1958/1959
  - l'OC Flémallois est champion de Belgique, pour la deuxième fois.
  - l'OC Flémallois remporte la Coupe de Belgique, pour la deuxième fois.
  - l'OC Flémallois est éliminé par les français du ASPOM Bordeaux 11 à 10, après 20 minutes de prolongation, lors du 1er tour de la Coupe des clubs champions
  - Richard Lespagnard est élu mailleur handball de Belgique par un jury sportif.
- 1959/1960
  - l'OC Flémallois est champion de Belgique, pour la troisième fois.
  - l'OC Flémallois remporte la Coupe de Belgique, pour la troisième fois.
  - l'OC Flémallois est éliminé par les portugais du FC Porto 21 à 11, lors du 1er tour de la Coupe des clubs champions
  - Marcel Dewar est élu mailleur handball de Belgique par un jury sportif.
- 1960/1961
  - l'OC Flémallois est champion de Belgique, pour la quatrième fois.
  - l'OC Flémallois est éliminé par les Allemands du Frisch Auf Göppingen 34 à 7, lors du 2e tour de la Coupe des clubs champions.
  - Richard Lespagnard est élu mailleur handball de Belgique par un jury sportif.
- 1961/1962
  - l'OC Flémallois est champion de Belgique, pour la cinquième fois.
  - Jean Mossoux est élu mailleur handball de Belgique par un jury sportif.
  - l'OC Flémallois est récompensé du mérite sportif liégeois.
- 1962/1963
  - l'OC Flémallois est champion de Belgique, pour la sixième fois.
  - l'OC Flémallois est éliminé par les Allemands du Frisch Auf Göppingen 40 à 14, lors du 2e tour de la Coupe des clubs champions, après avoir remporté son premier match en Coupe d'Europe face au luxembourgeois du HB Dudelange, 17 à 11.
  - Jean Mossoux est élu mailleur handball de Belgique par un jury sportif.
- 1963/1964
  - l'OC Flémallois est champion de Belgique, pour la septième fois.
  - l'OC Flémallois est éliminé par les suisses du Grasshopper Club Zurich 27 à 9, lors du 2e tour de la Coupe des clubs champions.
  - Après 115 matchs qui se sont avérés tous victorieux, l'OCF concède à un partage face à l'Unif, 13 à 13.
  - Jean Mossoux est élu mailleur handball de Belgique par un jury sportif.
- 1964/1965
  - l'OC Flémallois est champion de Belgique, pour la huitième fois.
  - Après 137 matchs sans défaites, l'OCF concède à une défaite face au CH Schaerbeek Brussels, 12 à 9.
  - Le club acquiert le statut honorifique de Royal et passe de Olympic Club Flémallois (OC Flémallois) pour devenir le Royal Olympic Club Flémallois (ROC Flémalle).
  - Jean Mossoux est élu mailleur handball de Belgique par un jury sportif.
- 1965/1966
  - le ROC Flémallois est éliminé par les autrichiens du SK Rapid Vienne lors du premier tour de la Coupe des clubs champions.
  - Mort de Richard Lespagnard sur le terrain du TSV Eupen, lors du tournoi international d'Eupen, lors du match face au HB Eschois Fola, ce fait marqua l'histoire du club.
  - Refus de l'URBH, de remettre le test match face au CH Schaerbeek Brussels, après la mord de Richard Lespagnard et Schaerbeek est champion par forfait.
- 1966/1967
  - Jean Mossoux est élu mailleur handball de Belgique par un jury sportif.
- 1967/1968
  - Jean Mossoux est élu mailleur handball de Belgique par un jury sportif.
  - Le ROC Flémallois perd le test match pour le titre, 20 à 7 face au KV Sasja HC Hoboken, sur le terrain de Sasja.
- 1968/1969
  - le ROC Flémallois est champion de Belgique, pour la neuvième fois.
- 1969/1970
  - Le ROC Flémallois est champion de Belgique, pour la dixième fois.
  - L'URBH oublie d’inscrire le club en Coupe d'Europe, le ROC était furieux.
- 1970/1971
  - Le ROC Flémallois est éliminé par les Espagnols du BM Granollers sur un total de 51 à 22 lors du premier tour de la Coupe des clubs champions.
- 1973
  - Le ROC Flémallois inaugure sa nouvelle salle, le Hall omnisports André Cools.
- 1975/1976
  - Le ROC Flémalle est champion de Belgique, pour la onzième fois.
- 1976/1977
  - Le ROC Flémalle est éliminé par les luxembourgeois du HB Dudelange sur un total de 24 à 27 lors du premier tour de la Coupe des clubs champions.
- 1979/1980
  - Le ROC Flémalle est relégué en division 2.
- 1980/1981
  - Le ROC Flémalle est remonté en division 1.
  - Le KV Sasja HC Hoboken dépasse le ROC Flémalle avec ses trois titres de Coupe de Belgique puisqu'il remporte sa quatrième.
- 1982
  - Jean Mossoux décède en tentant de secourir des imprudents dans une carrière de Flémalle alors qu'il exerçait son travail de pompier.
- 1982/1983
  - Le ROC Flémalle est relégué en division 2.
- 1983/1984
  - Le ROC Flémalle est remonté en division 1.
- 1985/1986
  - Le ROC Flémalle est relégué en division 2.
- 1988/1989
  - Le ROC Flémalle est remonté en division 1.
- 1991
  - Le club de handball féminin flémallois, le Fémina Liège est absorbé par le matricule 006, le ROC possède alors des sections féminines.
- 1991/1992
  - La section dame du ROC Flémalle est remonté en division 1.
- 1992/1993
  - La section dame du ROC Flémalle est relégué en division 2.
- 1995
  - Marcel Agnarelli, ancien joueur du ROC, devient président de la LFH.
- 2005/2006
  - Le ROC Flémalle est quatrième en division 1.
- 2006/2007
  - Le ROC Flémalle est septième de division 1.
  - Le ROC Flémalle se fit battre en finale de la Coupe de Belgique par le KV Sasja HC Hoboken.
- 2007/2008
  - Le ROC Flémalle est septième de division 1.
- 2008/2009
  - Le ROC Flémalle est septième de division 1.
- 2009
  - Le ROC Flémalle (matricule 006) fusionne avec le VOO HC Herstal (matricule 058) et devient le VOO HC Herstal-Flémalle ROC.
- 2012/2013
  - L'Initia HC Hasselt dépasse le ROC Flémalle et ses onze titre de champion puisqu'il décroche son douzième titre.

## Parcours
| Saison                                     | Niveau                            | Division                          | Rang                              | Coupe                             | Europe*                           |
| ------------------------------------------ | --------------------------------- | --------------------------------- | --------------------------------- | --------------------------------- | --------------------------------- |
| Olympic Club Flémallois (OC Flémallois)    |                                   |                                   |                                   |                                   |                                   |
| 1957-1958                                  | 1                                 | Division 1                        | Champion                          | Vainqueur                         | -                                 |
| 1958-1959                                  | 1                                 | Division 1                        | Champion                          | Vainqueur                         | 1er tour                          |
| 1959-1960                                  | 1                                 | Division 1                        | Champion                          | Vainqueur                         | 1er tour                          |
| 1960-1961                                  | 1                                 | Division 1                        | Champion                          | ?                                 | 2e tour                           |
| 1961-1962                                  | 1                                 | Division 1                        | Champion                          | ?                                 | -                                 |
| 1962-1963                                  | 1                                 | Division 1                        | Champion                          | ?                                 | 1er tour                          |
| 1963-1964                                  | 1                                 | Division 1                        | Champion                          | ?                                 | -                                 |
| Royal Olympic Club Flémalle (ROC Flémalle) |                                   |                                   |                                   |                                   |                                   |
| 1964-1965                                  | 1                                 | Division 1                        | Champion                          | ?                                 | -                                 |
| 1965-1966                                  | 1                                 | Division 1                        | 2                                 | ?                                 | -                                 |
| 1966-1967                                  | 1                                 | Division 1                        | 3                                 | ?                                 | -                                 |
| 1967-1968                                  | 1                                 | Division 1                        | 2                                 | ?                                 | -                                 |
| 1968-1969                                  | 1                                 | Division 1                        | Champion                          | ?                                 | -                                 |
| 1969-1970                                  | 1                                 | Division 1                        | Champion                          | ?                                 | -                                 |
| 1970-1971                                  | 1                                 | Division 1                        | 3                                 | ?                                 | 1er tour                          |
| 1971-1972                                  | 1                                 | Division 1                        | ?                                 | ?                                 | -                                 |
| 1972-1973                                  | 1                                 | Division 1                        | 4e/5e/6e                          | ?                                 | -                                 |
| 1973-1974                                  | 1                                 | Division 1                        | 2                                 | ?                                 | -                                 |
| 1974-1975                                  | 1                                 | Division 1                        | 3                                 | ?                                 | -                                 |
| 1975-1976                                  | 1                                 | Division 1                        | Champion                          | ?                                 | -                                 |
| 1976-1977                                  | 1                                 | Division 1                        | 2                                 | ?                                 | 1er tour                          |
| 1977-1978                                  | 1                                 | Division 1                        | 8                                 | ?                                 | -                                 |
| 1978-1979                                  | 1                                 | Division 1                        | 9                                 | ?                                 | -                                 |
| 1979-1980                                  | 1                                 | Division 1                        | ?                                 | ?                                 | -                                 |
| 1980-1981                                  | 2                                 | Division 2                        | ?                                 | ?                                 | -                                 |
| 1981-1982                                  | 2                                 | Division 2                        | ?                                 | ?                                 | -                                 |
| 1982-1983                                  | 2                                 | Division 1                        | 11e                               | ?                                 | -                                 |
| 1983-1984                                  | 2                                 | Division 2                        | ?                                 | ?                                 | -                                 |
| 1984-1985                                  | 1                                 | Division 1                        | 8e/9e                             | ?                                 | -                                 |
| 1984-1985                                  | 1                                 | Division 1                        | ?                                 | ?                                 | -                                 |
| 1985-1986                                  | 1                                 | Division 1                        | ?                                 | ?                                 | -                                 |
| 1986-1987                                  | 2                                 | Division 2                        | ?                                 | ?                                 | -                                 |
| 1987-1988                                  | 2                                 | Division 2                        | ?                                 | ?                                 | -                                 |
| 1988-1989                                  | 2                                 | Division 2                        | 1er                               | ?                                 | -                                 |
| 1989-1990                                  | 1                                 | Division 1                        | 10e                               | ?                                 | -                                 |
| 1990-1991                                  | 2                                 | Division 2                        | ?                                 | ?                                 | -                                 |
| 1991 à 2000                                | Divisions et classements inconnus | Divisions et classements inconnus | Divisions et classements inconnus | Divisions et classements inconnus | Divisions et classements inconnus |
| 2000-2001                                  | 4                                 | Division 3                        | 6e                                | -                                 |                                   |
| 2001-2002                                  | 4                                 | Division 3                        | 7e                                | -                                 |                                   |
| 2002-2003                                  | 4                                 | Division 3                        | Champion                          | -                                 |                                   |
| 2003-2004                                  | 3                                 | Division 2                        | Champion                          | -                                 |                                   |
| 2004-2005                                  | 2                                 | Division 1                        | 3e                                | ?                                 | -                                 |
| 2005-2006                                  | 1                                 | Division d'Honneur                | 7e                                | ?                                 | -                                 |
| 2006-2007                                  | 1                                 | Division d'Honneur                | 7e                                | ?                                 | -                                 |
| 2007-2008                                  | 1                                 | Division d'Honneur                | 8e                                | ?                                 | -                                 |
| 2008-2009                                  | 1                                 | Division d'Honneur                | 7e                                | ?                                 | -                                 |

## Campagnes européennes
Le club a disputé un total de douze matchs en Coupe des clubs champions pour un bilan d'une victoire, deux matchs nuls et neuf défaites (score du club en gras) :
| Saison    | Compétition               | Tour                                      | Adversaire                                | Score(s)                                  |
| 1958-1959 | Coupe des clubs champions | Premier tour                              | ASPOM Bordeaux                            | 10 — 11                                   |
| 1959-1960 | Coupe des clubs champions | Premier tour                              | FC Porto                                  | 11 — 21                                   |
| 1961-1962 | Coupe des clubs champions | Deuxième tour                             | Frisch Auf Göppingen                      | 7 — 34                                    |
| 1962-1963 | Coupe des clubs champions | Premier tour                              | HB Dudelange                              | 17 — 11                                   |
| 1962-1963 | Coupe des clubs champions | Deuxième tour                             | Frisch Auf Göppingen                      | 14 — 40                                   |
| 1964-1965 | Coupe des clubs champions | Premier tour                              | Grasshopper Club Zurich                   | 9 — 27                                    |
| 1965-1966 | Coupe des clubs champions | Premier tour                              | SK Rapid Vienne                           | 25-31 (15-15 et 10-16)                    |
| 1969-1970 | Coupe des clubs champions | non inscrit par l'Union belge de handball | non inscrit par l'Union belge de handball | non inscrit par l'Union belge de handball |
| 1970-1971 | Coupe des clubs champions | Premier tour                              | BM Granollers                             | 22-57 (11-28 et 11-23)                    |
| 1976-1977 | Coupe des clubs champions | Premier tour                              | HB Dudelange                              | 34-37 (18-18 et 16-19)                    |

## Palmarès
Le palmarès du club est :
- Championnat de Belgique
  - Vainqueur (10) : 1959, 1960, 1961, 1962, 1963, 1964, 1965, 1969, 1970, 1976
  - Deuxième : 1966, 1968, 1974, 1977
- Coupe de Belgique
  - Vainqueur (3) : 1960, 1961, 1962
  - Finaliste (1) : 2007
- Championnat de Belgique de handball à onze (1)
  - Vainqueur : 1958
- Mérite Sportif Liégeois (1)
  - 1962

Par ailleurs, le club s'est distingué en Championnat de Belgique par les performances suivantes :
- a évolué 32 saisons en division 1.
- a été huit fois champion d'affilée.
- a remporté la seule édition du championnat de Belgique de handball à onze.
- a joué 137 matchs consécutifs sans défaite dont 115 victoires consécutives

## Personnalités liées au club
Parmi les personnalités de l'encadrement du club, on trouve :
- Présidents
  -  Joseph Demaret
  -  Dieudonné Lecocq
  -  Maurice Verstraelen
  - / Franco Girotto
  -  Gilbert Van Bouchaute
- Secrétaires
  -  Jean Marie Longueville
- Entraîneurs
  - / Marcel Agnarelli
  -  Jean-Luc Dessart (1988-1989)[10]
  - / Franco Girotto (?-1987, 1989-?)[10]
  -  Manu Doni
  -  Thierry Herbillon

Trois joueurs suivants ont été distingués meilleur handballeur de l'année URBH :
- Richard Lespagnard en 1959 et 1961
- Marcel Dewar en 1960
- Jean Mossoux en 1962, 1963, 1964, 1965, 1967 et 1968

Parmi les autres joueurs du club, on trouve :
- Paul Roekaerts
- / Lido Agnelli
- / Franco Girotto
- / Marcel Agnarelli
- / Sesto Vandelli
- / Victorio Dececco
- / Angelo Bettoli
- / Bertino Dececco
- Jean Tilman
- André Maes
- Dino Thiam
- Christophe George
- Davor Peric
- Laurent Goffin
- Eric Vreven
- Thomas Cauwenberghs
- Loic Cauwenberghs
- Bruno Tubee
- Jean-Marc Casini
- Eric Vreven
- Éric Mulier
- Michel Thise

## Maillot
Les couleurs du ROC Flémalle sont le mauve et le blanc en raison que le club évolue à Flémalle-Haute.
Évolution du maillot flémallois
| avant 1957 | 1960-1961           | 1961-1963 | 1964-1973           |
| 1973-1974  | 1975-1978           | 1979-1983 | 1979-1983 extérieur |
| 1983-1984  | 1984-1985           | 1985-1988 | 1988-1989           |
| 2007-2008  | 2007-2008 extérieur | 2008-2009 | 2008-2009 extérieur |

## Rivalités

### Progrès HC Seraing
Fondé en 1958, le Progrès HC Seraing intégra l'élite du handball belge en 1961.
Parmi les clubs liégeois en élite, Seraing était le plus proche de Flémalle et c'est cette très proche géolocalisation qui est la principale raison de cette rivalité qualifiée dès lors de derby, car malgré la proximité des clubs, ceux-ci doivent essayer de garder supporteurs et joueurs.
Lors du début des années 1960, Flémalle est au-dessus de Seraing remportant tous ses matchs et huit titres d'affilée et trois coupes mais le championnat devient au milieu des années 1960 plus compétitif si bien que le PHC Seraing en profite et devient même champion de Belgique en 1967.
Mais le ROC revient en force remportant trois autres titres nationaux en 1969, 1970 et 1976.
Quant à Seraing, il remporta un nouveau sacre de champion en 1977 ainsi que deux Coupe en 1975 et 1976.
Par la suite les deux clubs se font tous deux relégués en division 2 dans les années 1980 où le PHC Seraing fusionnera avec la Renaissance Montegnée pour remonter en division 1, ce qu'il réussit pendant deux saisons sous le nom de Renaissance Progrès Seraing Montegnée ou RPSM mais la descente sera fatale au club qui se renomma par la suite seulement Renaissance Montegnée.

### Jeunesse Jemeppe
Alors que Flémalle se fait dans les années 1980 relégué, il commença à rencontrer le club de la Jeunesse Jemeppe en division 2 et même en division 1 lorsque les deux clubs remonte en 1989/1990.
Ce fut le gros derby de ROC jusqu'à sa disparition en 2009.

### Union beynoise
L'Union beynoise (matricule 3) fut une rivalité particulière car les deux clubs sont considérés comme les plus vieux de Belgique, avec le KTSV Eupen 1889 (matricule 5)

## Infrastructures
- Terrain de football: Entre 1924 et 1958, le club jouait au handball à onze, un sport qui était pratiqué sur le terrain de football, situé derrière la maison du peuple de Flémalle, aujourd'hui le terrain n'existe plus, il fut remplacé par un parking.
- Terrain du parc communal: Entre 1958 et 1973, le club jouait sur le terrain du parc communal, un terrain en béton où les handballeurs jouait au handball à sept.
- Salle André Cools: Entre 1973 et 2009, la Salle André Cools fut le repère du ROC Flémalle, une salle qui possède une capacité de 500 places.